# Angelina Nikolajewna Juschkowa
Angelina Nikolajewna Juschkowa, verheiratete Schtscherbakowa (russisch Ангелина Николаевна Юшкова; * 13. November 1979 in Woronesch, Russische SFSR, Sowjetunion), ist eine russische Rhythmische Sportgymnastin.
Sie nahm an den Olympischen Spielen 1996 teil, bei denen sie in der Rhythmischen Sportgymnastik im Gruppenmehrkampf mit Jewgenija Botschkarjowa, Irina Dsjuba, Julija Iwanowa, Jelena Kriwoschei und Olga Schtyrenko die Bronzemedaille gewann. Bei den Weltmeisterschaften 1995 in Wien gewann Juschkowa ebenfalls eine Bronzemedaille und bei den Weltmeisterschaften 1996 in Budapest zweimal Silber.
Juschkowa ist verheiratet (Name seit der Heirat: Schtscherbakowa), lebt in Moskau und hat zwei Söhne.

## Auszeichnungen
- 1996:  Verdienter Meister des Sports Russlands[3]
- 1997:  Medaille des Ordens für die Verdienste für das Vaterland II. Klasse[4][3]